# César 2006
Die 31. Verleihung der Césars fand am 25. Februar 2006 im Théâtre du Châtelet in Paris statt. Im Vorfeld wurde die Veranstaltung von Protesten von rund 200 Demonstranten begleitet, die für mehr Rechte der Kurzzeitarbeiter der Branche eintraten und den Start der Verleihungsgala um etwa 20 Minuten verzögerten. Präsidentin der Verleihung war die Schauspielerin Carole Bouquet.

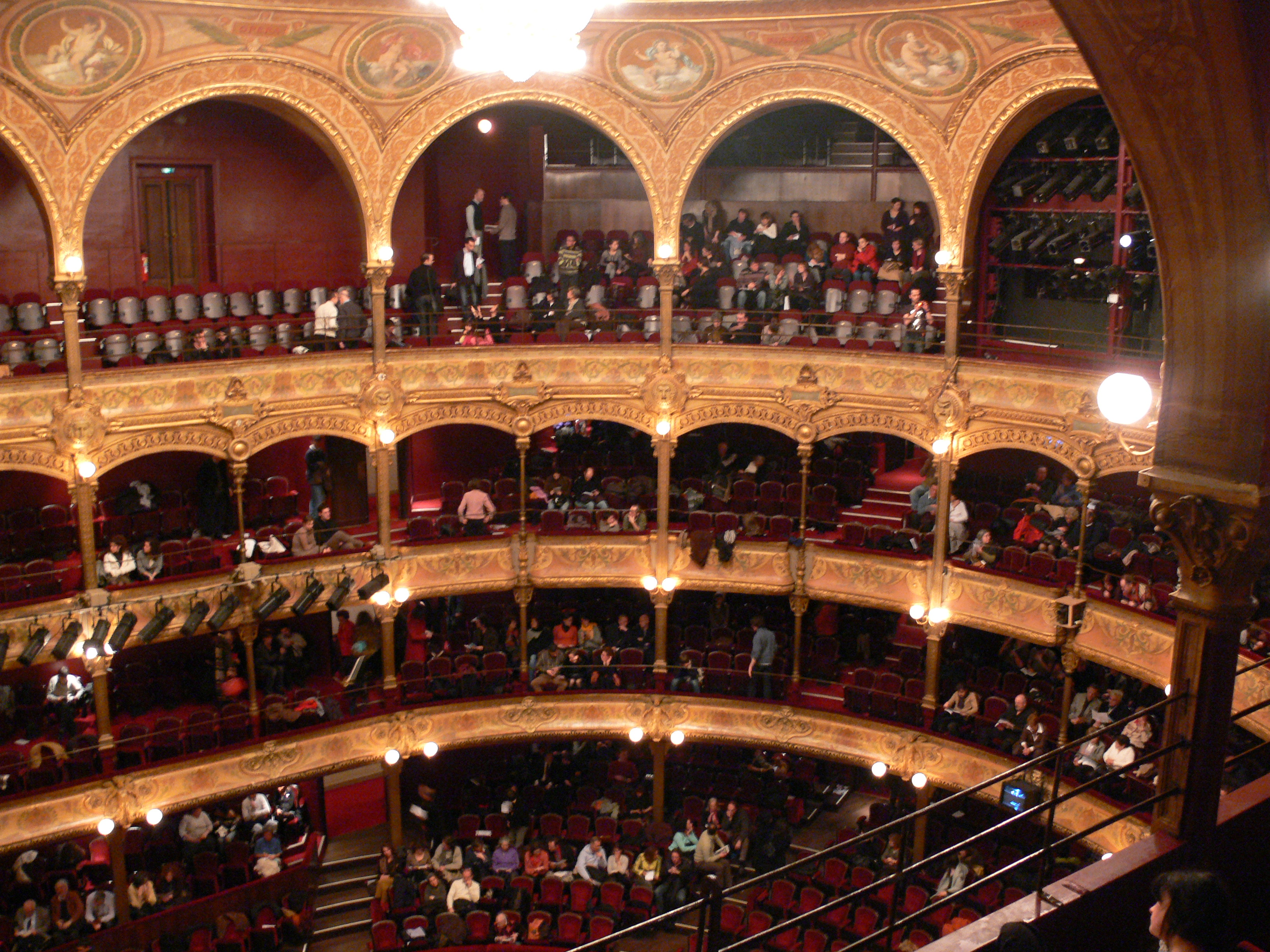
Das Théâtre du Châtelet, der Veranstaltungsort der Verleihung

## Favorisierte Filme

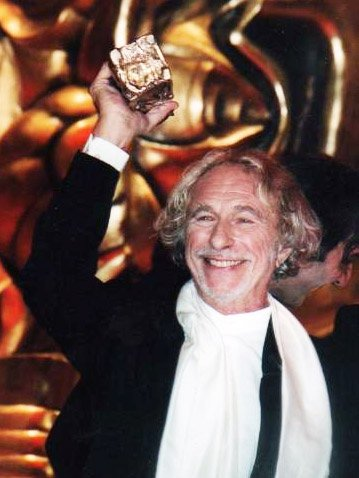
Ehrenpreisträger Pierre Richard

Bei der diesjährigen Verleihung der Césars dominierte Jacques Audiards Film Der wilde Schlag meines Herzens. Das Drama mit Romain Duris in der Hauptrolle hatte bei der Bekanntgabe der Nominierungen bereits das Favoritenfeld angeführt und konnte sich in acht von zehn Kategorien durchsetzen, darunter Bester Film, Beste Regie, Bestes adaptiertes Drehbuch sowie Niels Arestrup und Linh Dan Pham in den Darstellerkategorien. Bester Hauptdarsteller wurde Michel Bouquet, der für Robert Guédiguians Drama Letzte Tage im Elysée seinen Sieg aus dem Jahr 2002 wiederholen konnte. Beste Hauptdarstellerin wurde die Französin Nathalie Baye, die als alkoholkranke Kriminalbeamtin für Xavier Beauvois’ ebenfalls favorisiertes Polizeidrama Eine fatale Entscheidung u. a. die Schauspielerin und Regisseurin Valérie Lemercier (Palais Royal!) hinter sich lassen konnte, die die diesjährige Verleihung moderierte. Mit ihrem vierten Darstellerpreis (2× Beste Nebendarstellerin, 2× Beste Hauptdarstellerin) konnte Baye den Rekord von Isabelle Adjani (4× Beste Hauptdarstellerin) und Dominique Blanc (3× Beste Nebendarstellerin, 1× Beste Hauptdarstellerin) einstellen, die ebenfalls in der Vergangenheit mit vier Darstellerpreisen geehrt worden waren. Als beste Nebendarstellerin konnte die Belgierin Cécile de France für ihre Leistung in Cédric Klapischs L’auberge espagnole – Wiedersehen in St. Petersburg triumphieren. De France war bereits drei Jahre zuvor für die gleiche Rolle im Vorgänger L’auberge espagnole als beste Nachwuchsdarstellerin ausgezeichnet worden. Als bester ausländischer Film konnte sich der letztjährige Oscar-Gewinner Million Dollar Baby von Clint Eastwood gegen die Konkurrenz durchsetzen. Mit dem Ehrenpreis wurden die Schauspieler Hugh Grant und Pierre Richard gewürdigt.
Zu den Verlierern der Césars 2006 zählte Christian Carions Kriegsdrama Merry Christmas. Die bei der Oscarverleihung 2006 als bester ausländischer Film nominierte Produktion, mit den deutschen Schauspielerin Benno Fürmann, Diane Kruger und Daniel Brühl in den Hauptrollen, konnte sich bei sechs Nominierungen im Vorfeld ebenso wenig gegen die Konkurrenz durchsetzen wie der letztjährige Gewinner der Goldenen Palme von Cannes, Das Kind, mit vier Nominierungen. Michael Hanekes hochgelobter Thriller Caché, 2005 mit fünf Europäischen Filmpreisen ausgezeichnet, war bereits im Vorfeld in der Kategorie Bester Film nicht berücksichtigt worden und konnte seine vier Nominierungen ebenfalls nicht in Siege umsetzen.

## Gewinner und Nominierungen
| Statistik (Filme mit mehr als einer Nominierung) N=Nominierung; A=Auszeichnung |    |   |
| Film                                                                           | N  | A |
| Der wilde Schlag meines Herzens                                                | 10 | 8 |
| Gabrielle – Liebe meines Lebens                                                | 6  | 2 |
| Merry Christmas                                                                | 6  | 0 |
| Eine fatale Entscheidung                                                       | 5  | 1 |
| Die Reise der Pinguine                                                         | 4  | 1 |
| Geh und lebe                                                                   | 4  | 1 |
| Caché                                                                          | 4  | 0 |
| Das Kind                                                                       | 4  | 0 |
| L’auberge espagnole – Wiedersehen in St. Petersburg                            | 3  | 1 |
| Entre ses mains                                                                | 3  | 0 |
| Les Âmes grises                                                                | 3  | 0 |
| Man muss mich nicht lieben                                                     | 3  | 0 |
| Letzte Tage im Elysée                                                          | 2  | 1 |
| Unruhestifter                                                                  | 2  | 1 |
| Die Axt                                                                        | 2  | 0 |
| Mein kleines Jerusalem                                                         | 2  | 0 |
| Palais Royal!                                                                  | 2  | 0 |

### Bester Film (Meilleur film)
Der wilde Schlag meines Herzens (De battre mon coeur s’est arrêté) – Regie: Jacques Audiard
- Das Kind (L’Enfant) – Regie: Jean-Pierre und Luc Dardenne
- Merry Christmas (Joyeu× Noël) – Regie: Christian Carion
- Eine fatale Entscheidung (Le Petit lieutenant) – Regie: Xavier Beauvois
- Geh und lebe (Va, vis et deviens) – Regie: Radu Mihăileanu

### Beste Regie (Meilleur réalisateur)
Jacques Audiard – Der wilde Schlag meines Herzens (De battre mon coeur s’est arrêté)
- Xavier Beauvois – Eine fatale Entscheidung (Le Petit lieutenant)
- Jean-Pierre und Luc Dardenne – Das Kind (L’Enfant)
- Michael Haneke – Caché
- Radu Mihăileanu – Geh und lebe (Va, vis et deviens)

### Bester Hauptdarsteller (Meilleur acteur)
Michel Bouquet – Letzte Tage im Elysée (Le Promeneur du Champ de Mars)
- Patrick Chesnais – Man muss mich nicht lieben (Je ne suis pas là pour être aimé)
- Romain Duris – Der wilde Schlag meines Herzens (De battre mon coeur s’est arrêté)
- José Garcia – Die Axt (Le Couperet)
- Benoît Poelvoorde – Entre ses mains

### Beste Hauptdarstellerin (Meilleure actrice)
Nathalie Baye – Eine fatale Entscheidung (Le Petit lieutenant)
- Isabelle Carré – Entre ses mains
- Anne Consigny – Man muss mich nicht lieben (Je ne suis pas là pour être aimé)
- Isabelle Huppert – Gabrielle – Liebe meines Lebens (Gabrielle)
- Valérie Lemercier – Palais Royal!

### Bester Nebendarsteller (Meilleur acteur dans un second rôle)
Niels Arestrup – Der wilde Schlag meines Herzens (De battre mon coeur s’est arrêté)
- Maurice Bénichou – Caché
- Dany Boon – Merry Christmas (Joyeu× Noël)
- Georges Wilson – Man muss mich nicht lieben (Je ne suis pas là pour être aimé)
- Roschdy Zem – Eine fatale Entscheidung (Le Petit lieutenant)

### Beste Nebendarstellerin (Meilleure actrice dans un second rôle)
Cécile de France – L’auberge espagnole – Wiedersehen in St. Petersburg (Les Poupées russes)
- Catherine Deneuve – Palais Royal!
- Noémie Lvovsky – Backstage
- Charlotte Rampling – Lemming
- Kelly Reilly – L’auberge espagnole – Wiedersehen in St. Petersburg (Les Poupées russes)

### Bester Nachwuchsdarsteller (Meilleur jeune espoir masculin)
Louis Garrel – Unruhestifter (Les amants réguliers) 
- Walid Afkir – Caché
- Adrien Jolivet – Zim and co.
- Gilles Lellouche – Love Is in the Air (Ma vie en l’air)
- Aymen Saïdi – Saint-Jacques… La Mecque

### Beste Nachwuchsdarstellerin (Meilleur jeune espoir féminin)
Linh Dan Pham – Der wilde Schlag meines Herzens (De battre mon coeur s’est arrêté)
- Mélanie Doutey – Tortur d’amour – Auf immer und ledig (Il ne faut jurer de rien!)
- Déborah François – Das Kind (L’Enfant)
- Marina Hands – Les Âmes grises
- Fanny Valette – Mein kleines Jerusalem (La Petite Jérusalem)

### Bestes Erstlingswerk (Meilleur premier film)
Darwin’s Nightmare – Regie: Hubert Sauper
- Anthony Zimmer – Regie: Jérôme Salle
- Douches froides – Regie: Antony Cordier
- Die Reise der Pinguine (La Marche de l’empereur) – Regie: Luc Jacquet
- Mein kleines Jerusalem (La Petite Jérusalem) – Regie: Karin Albou

### Bestes Originaldrehbuch (Meilleur scénario original)
Radu Mihăileanu und Alain-Michel Blanc – Geh und lebe (Va, vis et deviens)
- Xavier Beauvois, Guillaume Breaud, Jean-Éric Troubat und Cédric Anger – Eine fatale Entscheidung (Le Petit lieutenant)
- Christian Carion – Merry Christmas (Joyeu× Noël)
- Jean-Pierre und Luc Dardenne – Das Kind (L’Enfant)
- Michael Haneke – Caché

### Bestes adaptiertes Drehbuch (Meilleur scénario adaptation)
Jacques Audiard und Tonino Benacquista – Der wilde Schlag meines Herzens (De battre mon coeur s’est arrêté)
- Patrice Chéreau und Anne-Louise Trividic – Gabrielle – Liebe meines Lebens (Gabrielle)
- Costa-Gavras und Jean-Claude Grumberg – Die Axt (Le Couperet)
- Anne Fontaine und Julien Boivent – Entre ses mains
- Gilles Taurand und Georges-Marc Benamou – Letzte Tage im Elysée (Le Promeneur du Champ de Mars)

### Beste Filmmusik (Meilleure musique écrite pour un film)
Alexandre Desplat – Der wilde Schlag meines Herzens (De battre mon coeur s’est arrêté)
- Armand Amar – Geh und lebe (Va, vis et deviens)
- Philippe Rombi – Merry Christmas (Joyeu× Noël)
- Émilie Simon – Die Reise der Pinguine (La Marche de l’empereur)

### Bestes Szenenbild (Meilleurs décors)
Olivier Radot – Gabrielle – Liebe meines Lebens (Gabrielle)
- Loula Morin – Les Âmes grises
- Jean-Michel Simonet – Merry Christmas (Joyeu× Noël)

### Beste Kostüme (Meilleurs costumes)
Caroline de Vivaise – Gabrielle – Liebe meines Lebens (Gabrielle)
- Pascaline Chavanne – Les Âmes grises
- Alison Forbes-Meyler – Merry Christmas (Joyeu× Noël)

### Beste Kamera (Meilleure photographie)
Stéphane Fontaine – Der wilde Schlag meines Herzens (De battre mon coeur s’est arrêté)
- Éric Gautier – Gabrielle – Liebe meines Lebens (Gabrielle)
- William Lubtchansky – Unruhestifter (Les amants réguliers)

### Bester Ton (Meilleur son)
Laurent Quaglio und Gérard Lamps – Die Reise der Pinguine (La Marche de l’empereur)
- Guillaume Sciama, Benoît Hillebrant und Olivier Dô Hùu – Gabrielle – Liebe meines Lebens (Gabrielle)
- Brigitte Taillandier, Pascal Villard, Cyril Holtz und Philippe Amouroux – Der wilde Schlag meines Herzens (De battre mon coeur s’est arrêté)

### Bester Schnitt (Meilleur montage)
Juliette Welfling – Der wilde Schlag meines Herzens (De battre mon coeur s’est arrêté)
- Sabine Emiliani – Die Reise der Pinguine (La Marche de l’empereur)
- Francine Sandberg – L’auberge espagnole – Wiedersehen in St. Petersburg (Les Poupées russes)

### Bester Kurzfilm (Meilleur court métrage)
After shave – Regie: Hany Tamba
- Fährte der Angst (La Peur, petit chasseur) – Regie: Laurent Achard
- Obras – Regie: Hendrick Dusollier
- Sous le bleu – Regie: David Oelhoffen

### Bester ausländischer Film (Meilleur film étranger)
Million Dollar Baby, USA – Regie: Clint Eastwood
- A History of Violence, USA – Regie: David Cronenberg
- Match Point, Großbritannien/USA/Luxemburg – Regie: Woody Allen
- Das Meer in mir (Mar adentro), Spanien/Frankreich/Italien – Regie: Alejandro Amenabar
- Walk on Water, Israel/Schweden – Regie: Eytan Fox

## Ehrenpreis (César d’honneur)
- Hugh Grant, britischer Filmschauspieler
- Pierre Richard, französischer Filmschauspieler